# Tuga
Tuga(s) es una expresión utilizada para designar a los portugueses, tal como ocurre con lusitanos. Es una abreviatura de Portuga que, por su parte, es una derivación regresiva de português, con fuentes registradas desde 1899.

## Tugaen la Guerra colonial
El término tuga se popularizó durante los años 60, durante el desarrollo de la llamada "Guerra Colonial", como expresión para designar a los portugueses por parte de los guerrilleros y la oposición independentista africana en general. Tenía como contrapunto el término turra (de terrorista, en corruptela), usado por los portugueses para designar a los guerrilleros independentistas. En esa época, ambas expresiones se interpretaron como despectivas, por usarlas el enemigo. 
Un ejemplo adicional en una obra más reciente que pone de manifiesto la connotación negativa del término es Ma-Tuga no mato: Imagens sobre os portugueses em discursos rurais moçambicanos: «"Tuga" es un término algo despectivo utilizado, en especial en los contextos urbanos, para definir a los portugueses.(...)».

## Tugaen nuestros días
En los últimos años, en Portugal, la expresión tuga ha ganado fuerza, ya sin la carga negativa que tuvo en África en los años 60. Se emplea mucho en el deporte y en las formas de cultura ligadas a los jóvenes y a la música (especialmente en los movimientos Rap y Hip Hop).
En Brasil el término Tuga no se utiliza, a pesar de que Portuga se emplea ampliamente.